# 5230 Asahina
5230 Asahina este o planetă minoră (asteroid), cu un diametru de 5,681 km, din Mars-crossing asteroid[*]. A fost descoperită pe 10 martie 1988 la Observatorul Palomar de Jeff T. Alu⁠(d) și a fost numită după Takashi Asahina⁠(d). 
Obiectul prezintă o orbită caracterizată de o semiaxă mare de 2,4004489 UAi, o excentricitate de 0,37, o înclinație de 20,69584 ° în raport cu ecliptica.